# Lock Me In
Lock Me In è un singolo del gruppo musicale georgiano Circus Mircus, pubblicato il 25 marzo 2022 su etichetta discografica Universal Music Denmark.

## Descrizione
Il 14 novembre 2021 è stato annunciato che l'emittente GPB ha selezionato internamente i Circus Mircus come rappresentanti georgiani all'Eurovision Song Contest 2022. Lock Me In, scritto dai tre componenti del gruppo, è stato svelato come loro brano eurovisivo il 9 marzo 2022, un giorno prima del previsto. Anche se pronto ad essere pubblicato insieme alla canzone, il video musicale di Lock Me In è stato posticipato fino al successivo 1º aprile perché considerato inappropriato dal gruppo visti i suoi contenuti spensierati durante gli eventi della crisi russo-ucraina del 2021-2022. Il singolo è stato reso disponibile in digitale a partire dal 25 marzo 2022. Nel maggio successivo i Circus Mircus si sono esibiti durante la seconda semifinale della manifestazione europea, dove si sono piazzati all'ultimo posto su 18 partecipanti con 22 punti totalizzati, non riuscendo a qualificarsi per la finale.

## Tracce
Testi e musiche di Circus Mircus.
1. Lock Me In – 2:43